# Bachir Touré
Bachir Touré est un acteur et chanteur franco-sénégalais né le 8 mars 1929 à Ziguinchor (Sénégal) et mort le 2 septembre 2006 à Drancy (Seine-Saint-Denis).

## Biographie
Acteur de théâtre, il joue  dans la pièce de Jean Genet Les Nègres mis en scène par Roger Blin en 1959, puis en 1964 dans La Tragédie du Roi Christophe d'Aimé Césaire, et du même auteur, Une saison au Congo en 1967, sous la direction de Jean-Marie Serreau auprès de Darling Légitimus.
Il a tourné dans plusieurs films et téléfilms. Il a aussi été acteur spécialisé dans le doublage des acteurs afro-américains, en particulier la voix française de Sidney Poitier, et de personnages des séries Mission impossible ou L'Homme de fer.
Sa diction lui a permis aussi de servir la poésie enregistrée. En 1963, il a ainsi participé avec Toto Bissainthe à un récital poétique lors de la Nuit de la poésie africaine à Dakar,.

## Filmographie
- 1955 : Les salauds vont en enfer de Robert Hossein : un détenu
- 1956 : Paris Canaille de Pierre Gaspard-Huit : le Noir
- 1958 : Tamango, de John Berry, d'après Prosper Mérimée : Zaru
- 1958 : Les Racines du ciel (The Roots of Heaven) de John Huston, d'après Romain Gary : Yussef
- 1961 : Les hommes veulent vivre de Léonide Moguy : rôle indéterminé
- 1962 : Congo vivo de Giuseppe Bennati : rôle indéterminé
- 1966-1969 : Daktari, série télévisée : voix
- 1969 : Tintin et le temple du soleil, film d'animation de Raymond Leblanc : voix
- 1974 : Les Bicots-nègres, vos voisins de Med Hondo :  rôle indéterminé
- 1974 : Paul et Virginie, série télévisée de Pierre Gaspard-Huit : Domingue
- 1977 : Le Diable dans la boîte de Pierre Lary : N'Gasbi
- 1977 : Impressions d'Afrique, téléfilm de Jean-Christophe Averty d'après Raymond Roussel : Talou VII

## Théâtre
- 1954 : Negro Spiritual d'Yves Jamiaque, mise en scène Marcel Lupovici, Théâtre des Noctambules
- 1959 : Les Nègres de Jean Genet, mise en scène Roger Blin, Théâtre de Lutèce
- 1960 : Un raisin au soleil de Lorraine Hansberry, mise en scène Guy Lauzin, Comédie Caumartin
- 1960 : Les Nègres de Jean Genet, mise en scène Roger Blin, Théâtre de la Renaissance
- 1968 : Chaka de Léopold Sédar-Senghor, mise en scène Jean-Marc Leuwen, Théâtre du Capitole de Toulouse
- 1971 : Le Testament du chien d'Ariano Suassuna, mise en scène Guy Lauzin, Théâtre de l'Odéon
- 1972 : Le Testament du chien d'Ariano Suassuna, mise en scène Guy Lauzin, Festival d'Avignon
- 1973 : Mère Courage de Bertolt Brecht, mise en scène Antoine Vitez, Théâtre des Amandiers, Théâtre des Quartiers d'Ivry
- 1975 : Rodogune de Corneille, mise en scène Henri Ronse, Petit Odéon, Théâtre Oblique

## Discographie
- Une île au soleil, Véga.
- Le Train de l'amour, Véga.
- Terres mutilées suivi de Dans mon pays, poèmes de  René Char mis en musique par Hélène Martin, 1968 ; réédition CD EPM Musique, 2007.
- Les Fleurs de l'abricotier, avec Mouloudji et Christiane Perrin, 1975. Label :  Disques Mouloudji LP1919
- Poésies pour les enfants, EPM Musique, 2006-2007.

## Doublage

### Cinéma

#### Films
- Sidney Poitier dans :
  - Les Conducteurs du diable : caporal Andrew Robertson
  - Graine de violence : Gregory W. Miller
  - L'Homme qui tua la peur : Tommy Tyler
  - Le Carnaval des dieux : Kimani Wa Karanja
  - La Chaîne : Noah Cullen
  - Le Lys des champs : Homer Smith
  - Les Drakkars : Prince Aly Mansuh
  - Trente minutes de sursis : Alan Newell
  - La Bataille de la vallée du diable : Toller
  - Dans la chaleur de la nuit : inspecteur Virgil Tibbs
  - Appelez-moi Monsieur Tibbs : lieutenant Virgil Tibbs
  - L'Organisation : lieutenant inspecteur Virgil Tibbs

- James Edwards dans :
  - Les Ailes de l'espérance : Lieutenant Maples
  - Un crime dans la tête : Caporal Allen Melvin
  - Patton : Sergent William George Meeks

- Archie Moore dans :
  - Les Aventuriers du fleuve : Jim
  - Les Ambitieux : Jedediah

- Sammy Davis, Jr. dans :
  - La Revanche du Sicilien : "Educated"
  - Les Sept Voleurs de Chicago : Will

- Ossie Davis dans :
  - Les Chasseurs de scalps : Joseph Lee
  - Sam Whiskey le dur : Jed Hooker

- Yaphet Kotto dans :
  - L'Affaire Thomas Crown : Carl
  - Meurtres dans la 110e Rue : Lieutenant William Pope

- James McEachin dans :
  - Un frisson dans la nuit : Al Monte
  - Requiem pour un espion : Bender

- Don Pedro Colley dans :
  - Le Secret de la planète des singes : Negro
  - Le Nouvel Amour de Coccinelle : Barnsdorf, le chef de chantier

- 1956 : Écrit sur du vent : Sam (Roy Glenn)
- 1960 : Les Pirates de la côte : Capitaine Rock (John Kitzmiller)
- 1962 : James Bond 007 contre Dr No : Serveur (Frank Singuineau)
- 1963 : Goliath et l'Hercule noir : Milan (Serge Nubret)
- 1965 : Major Dundee : Aesop (Brock Peters)
- 1966 : Les Centurions : Dia (Gordon Heath)
- 1966 : Khartoum : Khaleel (Johnny Sekka)
- 1966 : La Grande Combine : Luther "Boom Boom" Jackson (Ron Rich)
- 1966 : Hawaï : le prince Keoki (Manu Tupou (en))
- 1967 : Les Comédiens : Petit Pierre (Roscoe Lee Brown)
- 1968 : Pendez-les haut et court : Williams (Joel Fluellen)
- 1969 : L'Étau : Rico Parra (John Vernon)
- 1969 : La Colline des bottes : Thomas (Woody Strode)
- 1969 : La Mutinerie : Cully Briston (Jim Brown)
- 1969 : Les Géants de l'Ouest : Blue Boy (Roman Gabriel)
- 1969 : Queimada : José Dolores (Evaristo Márquez)
- 1969 : Un château en enfer : Soldat Allistair Piersall Benjamin (Al Freeman, Jr.)
- 1970 : La Cité de la violence : Prisonnier (Ray Saunders)
- 1970 : Le Casse de l'oncle Tom : Coffin Ed Jones (Raymond St. Jacques)
- 1971 : Les Nuits rouges de Harlem : Bumpy Jonas (Moses Gunn)
- 1972 : Alerte à la bombe : Gary Brown (Rosey Grier)
- 1972 : Buck et son complice : L'homme abattu (Bobby Johnson)
- 1973 : L'Arnaque : Luther Coleman (Robert Earl Jones)
- 1973 : Scorpio : Pick (Mel Stewart)
- 1974 : Foxy Brown : Michael Anderson (Terry Carter)
- 1974 : Les Durs : Lee (Isaac Hayes)
- 1974 : Plein la gueule : Granville (Harry Caesar)
- 1975 : Mandingo : Cicéron (Ji-Tu Cumbuka)
- 1976 : Le Pirate des Caraïbes : Nick Debrett (James Earl Jones)
- 1983 : Rusty James : Midget (Laurence Fishburne)

### Télévision

#### Téléfilms
- 1971 : La Dernière Chance : le sergent O'Connell (James A. Watson Jr.)
- 1976 : Victoire à Entebbé : Idi Amin Dada (Julius Harris)

#### Séries télévisées
- 1966-1973 : Mission impossible : Barney Collier (Greg Morris) (1re voix)
- 1966-1969 : Daktari : Mike Makula (Hari Rhodes)
- 1967-1975 : L'Homme de fer : Mark Sanger (Don Mitchell) (1re voix)